# Międzynarodowy Kongres Ornitologiczny
Międzynarodowy Kongres Ornitologiczny (ang. International Ornithological Congress, IOC) – najstarszy i największy na świecie cykl spotkań ornitologów. Organizowany przez Międzynarodowy Komitet Ornitologiczny (ang. International Ornithologists’ Union, dawniej International Ornithological Committee) zrzeszający ponad 200 ornitologów. Pierwszy kongres odbył się w 1884 r. w Wiedniu. Kolejne odbywały się nieregularnie do 1926 r. Wszystkie następne odbywały się w odstępie 4 lat, z wyjątkiem dwóch opuszczonych z powodu II wojny światowej. Lata i miejsca kongresów:
- 1884 – Wiedeń, Austria[1]
- 1891 – Budapeszt, Węgry[2]
- 1900 – Paryż, Francja
- 1905 – Londyn, Wielka Brytania
- 1910 – Berlin, Niemcy[3]
- 1926 – Kopenhaga, Dania
- 1930 – Amsterdam, Holandia
- 1934 – Oksford, Wielka Brytania
- 1938 – Rouen, Francja
- 1950 – Uppsala, Szwecja
- 1954 – Bazylea, Szwajcaria
- 1958 – Helsinki, Finlandia
- 1962 – Ithaca, USA
- 1966 – Oksford, Wielka Brytania
- 1970 – Haga, Holandia
- 1974 – Canberra, Australia
- 1978 – Berlin, Niemcy
- 1982 – Moskwa, Rosja
- 1986 – Ottawa, Kanada
- 1990 – Christchurch, Nowa Zelandia
- 1994 – Wiedeń, Austria
- 1998 – Durban, RPA
- 2002 – Pekin, Chiny
- 2006 – Hamburg, Niemcy
- 2010 – Campos do Jordão, Brazylia
- 2014 – Tokio, Japonia
- 2018 – Vancouver, Kanada
- 2022 – planowany: Durban, RPA; odbył się wirtualnie
- 2026 – Campeche, Meksyk